# Highball (cocktail)
Pour les articles homonymes, voir Highball.

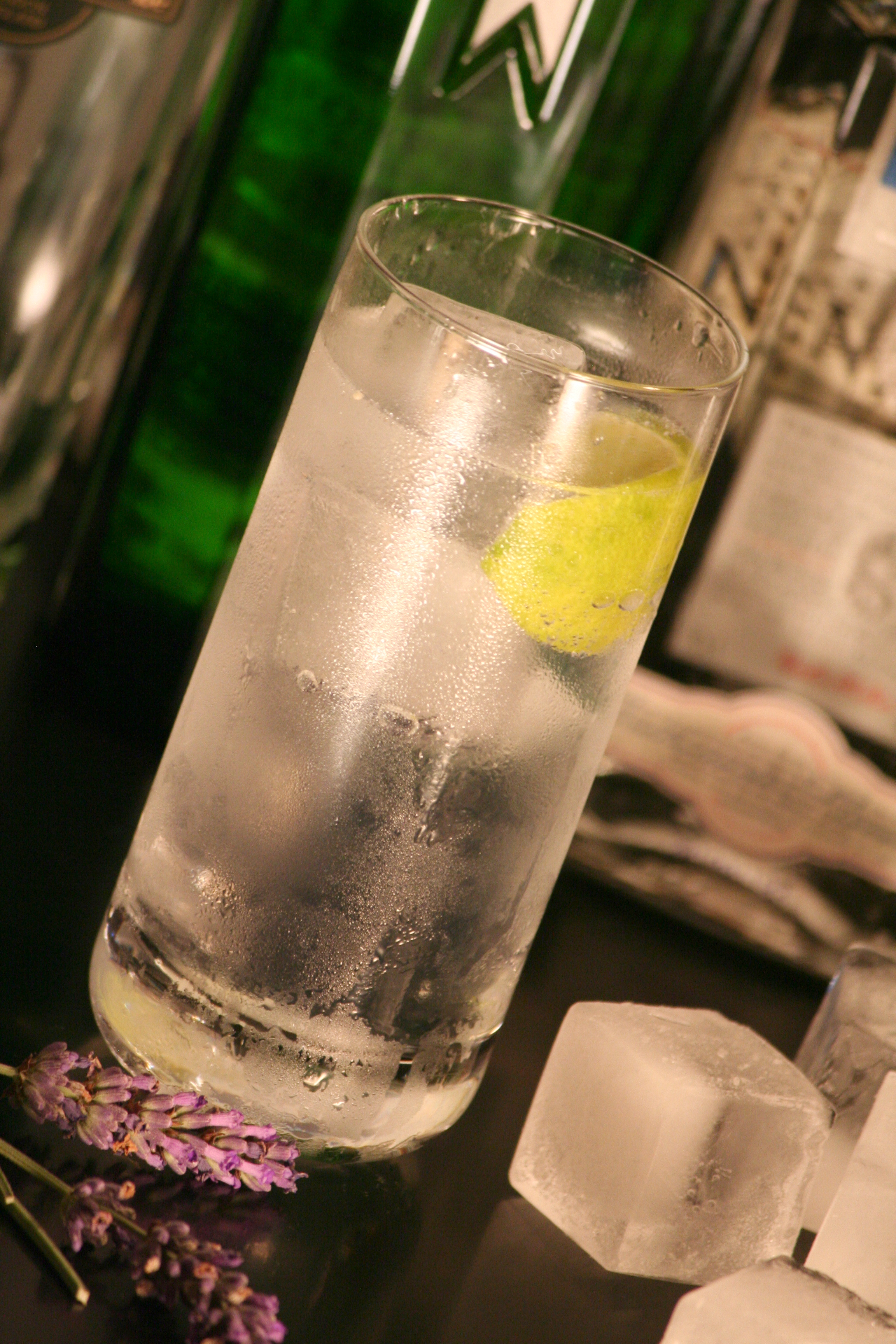
Un gin tonic dans un verre highball.

Le highball est un terme désignant une variante du cocktail, étroitement liée aux long drinks.

## Terme et composants
Les highballs se composent d'un spiritueux de base, éventuellement d'autres ingrédients, et d'un « remplissage » gazeux, par exemple de l'eau pétillante, ou du ginger ale. La proportion d'ingrédients non alcoolisés prédomine, la quantité d'alcool variant de 2 cl à 6 cl. Il est généralement préparé et servi dans un verre highball, un grand gobelet généreusement rempli de glaçons. La décoration ne joue qu'un rôle subalterne.
La distinction avec les long drinks est controversée. Dans la littérature spécialisée, les termes sont souvent utilisés comme synonymes et les tailles de verre ne diffèrent souvent pas non plus. D'une part, les highballs sont considérés comme des boissons plus petites en comparaison, d'autre part, il est souligné que les highballs sont toujours proposés prêts à l'emploi, alors que pour les long drinks, le remplissage est souvent servi séparément.
Le highball le mieux connu est probablement le Scotch and soda, créé au XIXe siècle en Angleterre. Dans les années 1950, la mule à base de vodka et de bière de gingembre a acquis une certaine notoriété aux États-Unis, suivi 50 ans plus tard par le Dark and stormy. Les classiques gin tonic, Horse's Neck (cou de cheval) et vodka lemon font également partie de la famille des highballs.
Un groupe spécial est constitué par les New England Highballs, dont la boisson de base est complétée par du jus de canneberge au lieu de soda ou de boissons gazeuses. Ainsi, le Cape Cod (également Cape Codder ou Vodka Cranberry) est composé de vodka et de jus de canneberge.

## Dans la littérature
Dans les romans de l'auteur F. Scott Fitzgerald, les highballs font partie de l'« inventaire » ; ils sont consommés par les protagonistes en quantités considérables.
Le détective privé Philip Marlowe, héros des romans et nouvelles de Raymond Chandler, buvait des highballs composés de bourbon, de soda au gingembre et de Grenadine.

## Au Japon
Les highballs sont très populaires au Japon et sont également vendus prêts à l'emploi dans des boîtes de boisson. Habituellement un mélange de whisky japonais Suntory highball comme l'une des variantes les plus célèbres, ou au lieu du whisky à base de liqueur de riz japonais shōchū ; ces highballs sont appelés « chūhai ».
Le highball a acquis son statut au Japon par nécessité (et à cause du rationnement de l'alcool) dans l'immédiat après-guerre. Les brasseries ne produisaient que de petites quantités de bière en raison de la répartition des matières premières, et le highball était une alternative bon marché au saké.
Les années 2010 ont vu un renouveau du highball au Japon. On les trouve sur les menus de la plupart des restaurants comme boisson d'accompagnement.

## Galerie

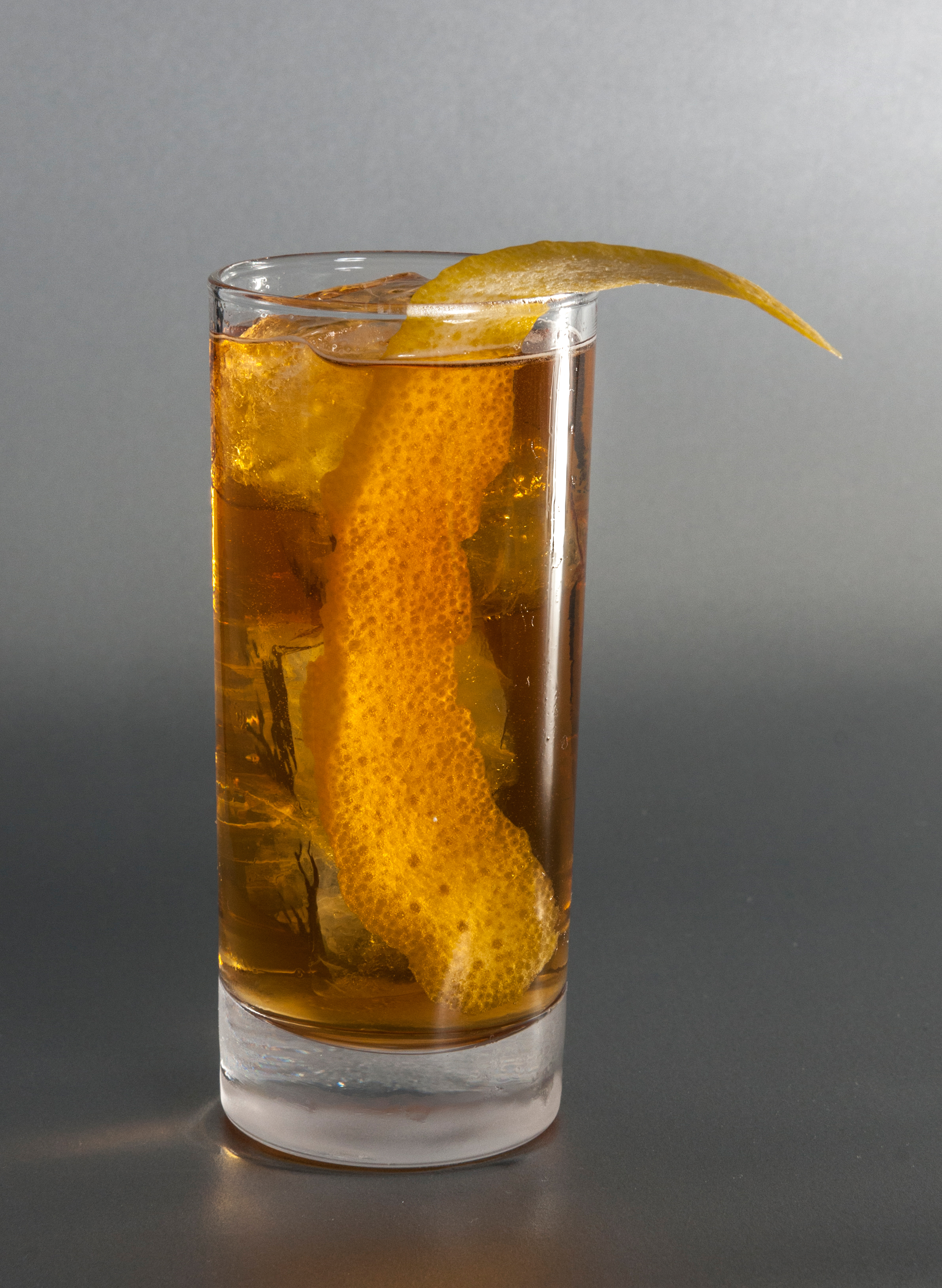
Horse's Neck.
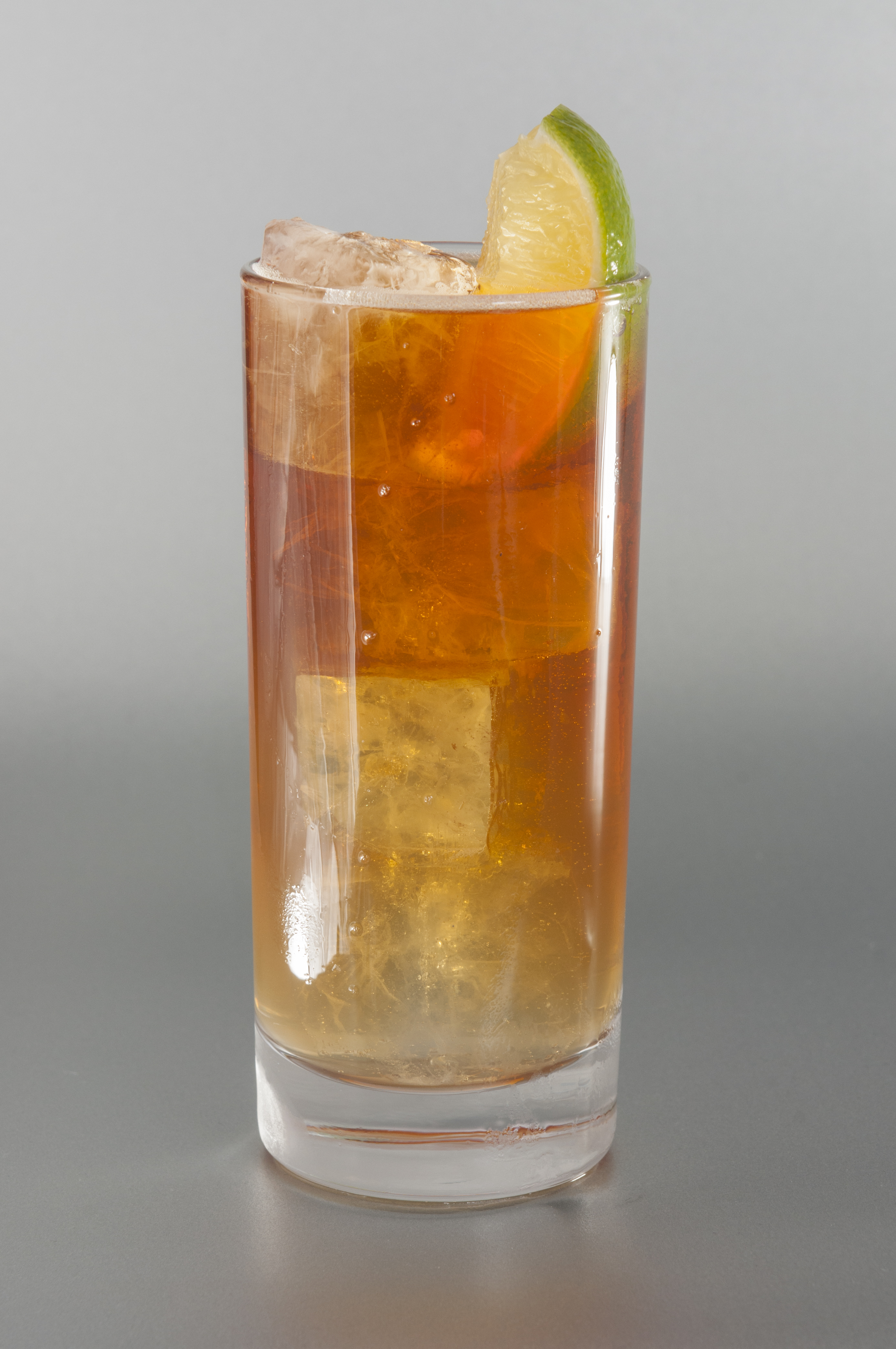
Dark and stormy.
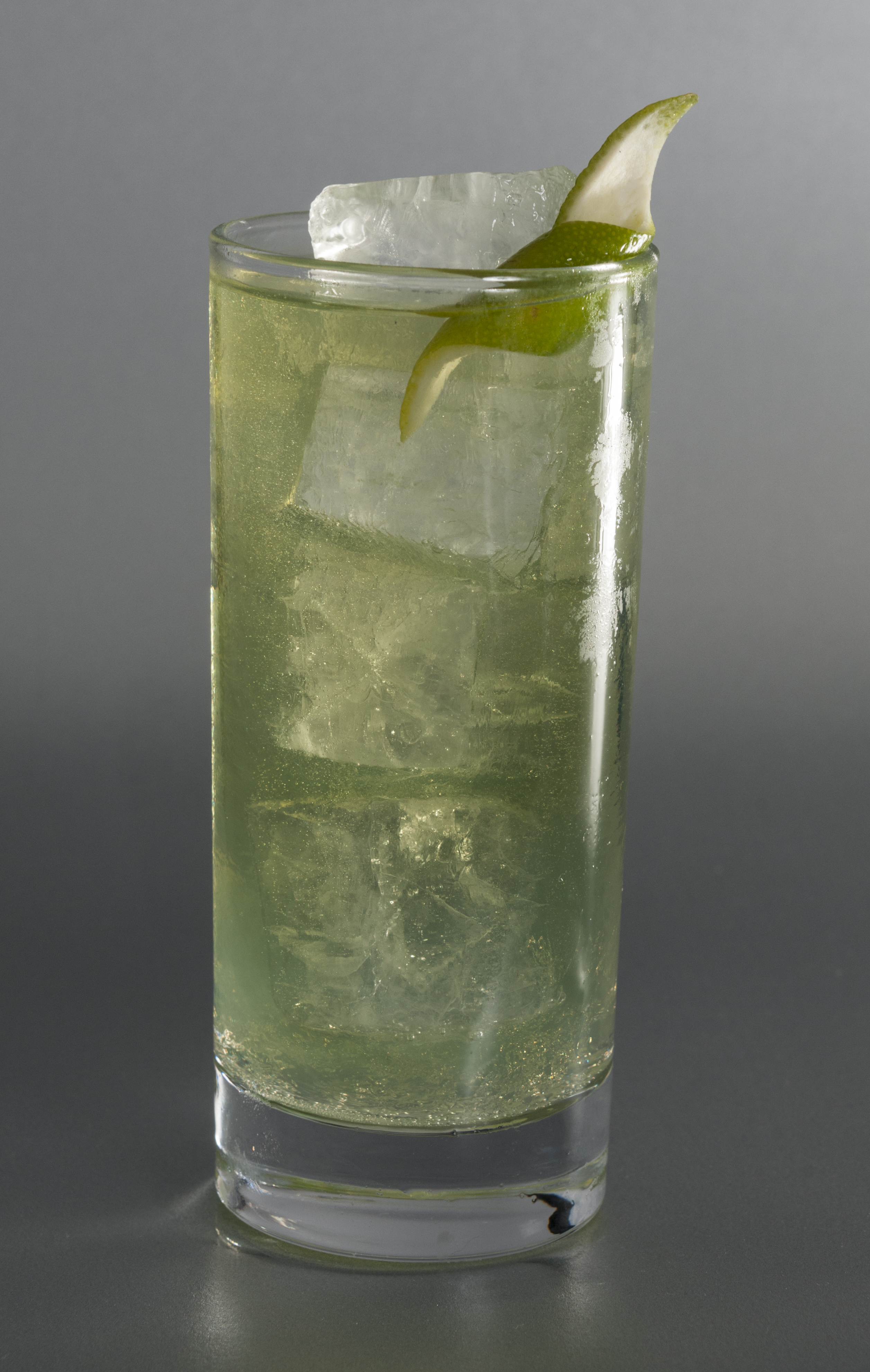
Chartreuse tonic.
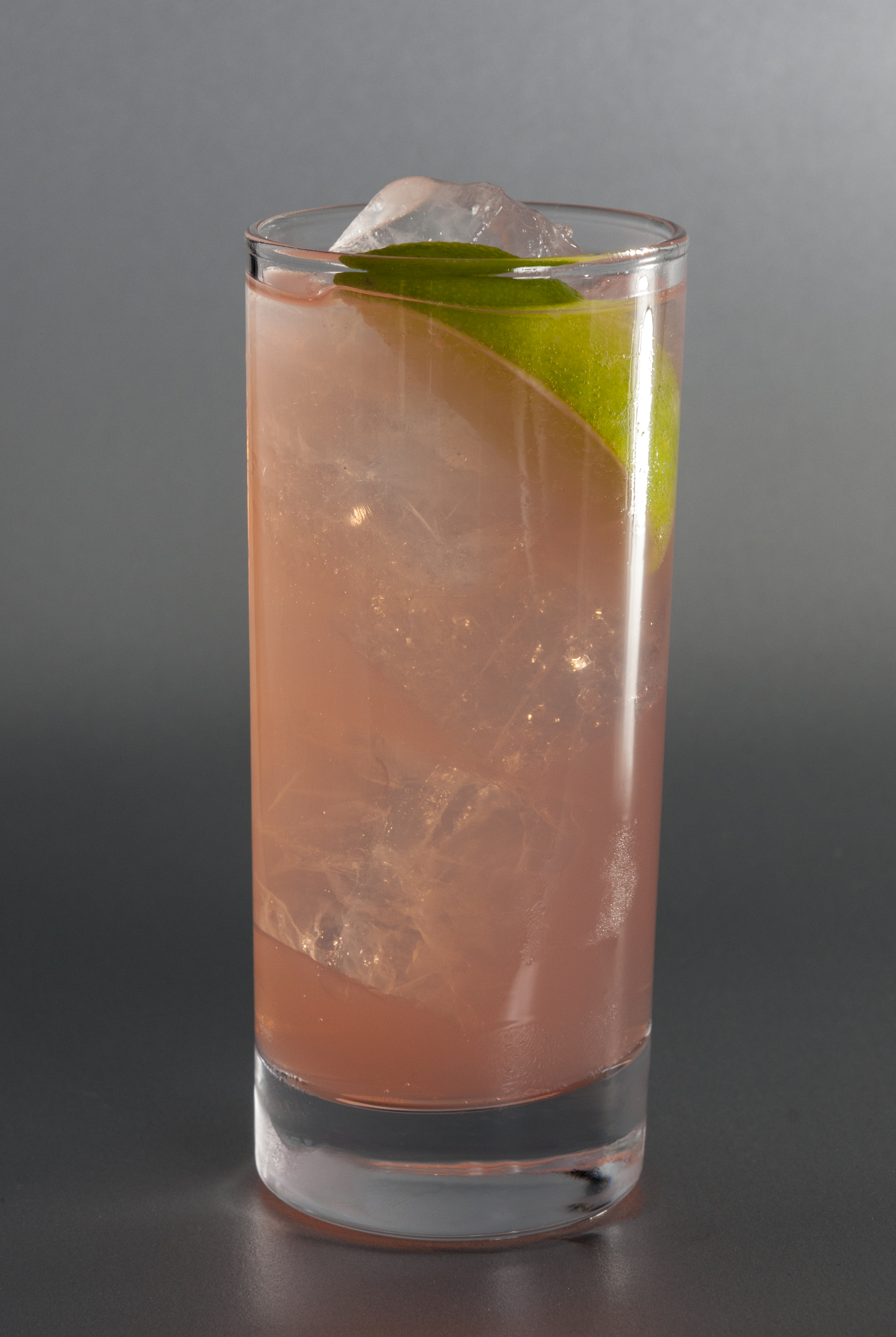
Paloma.
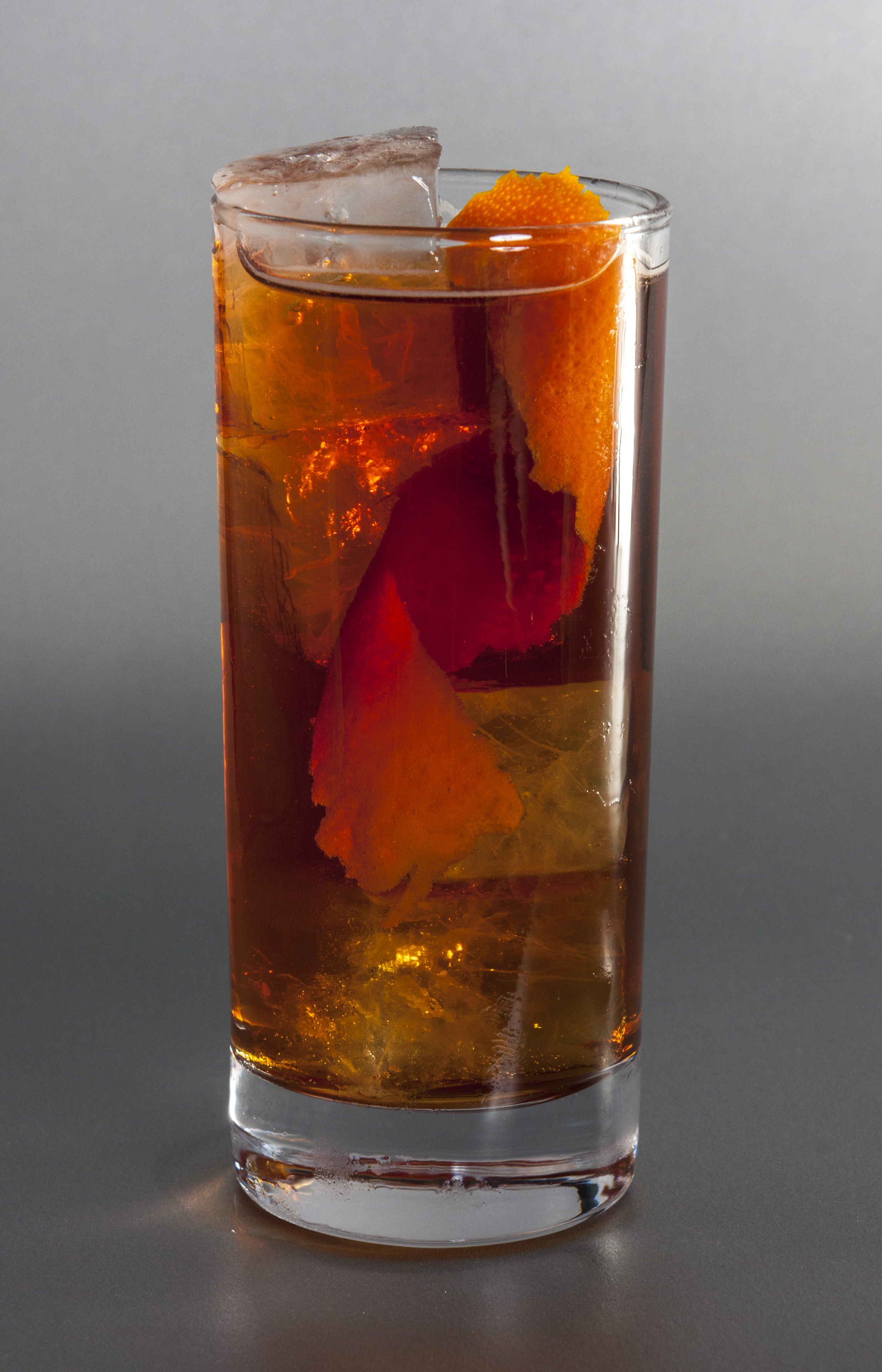
Boulevardier.
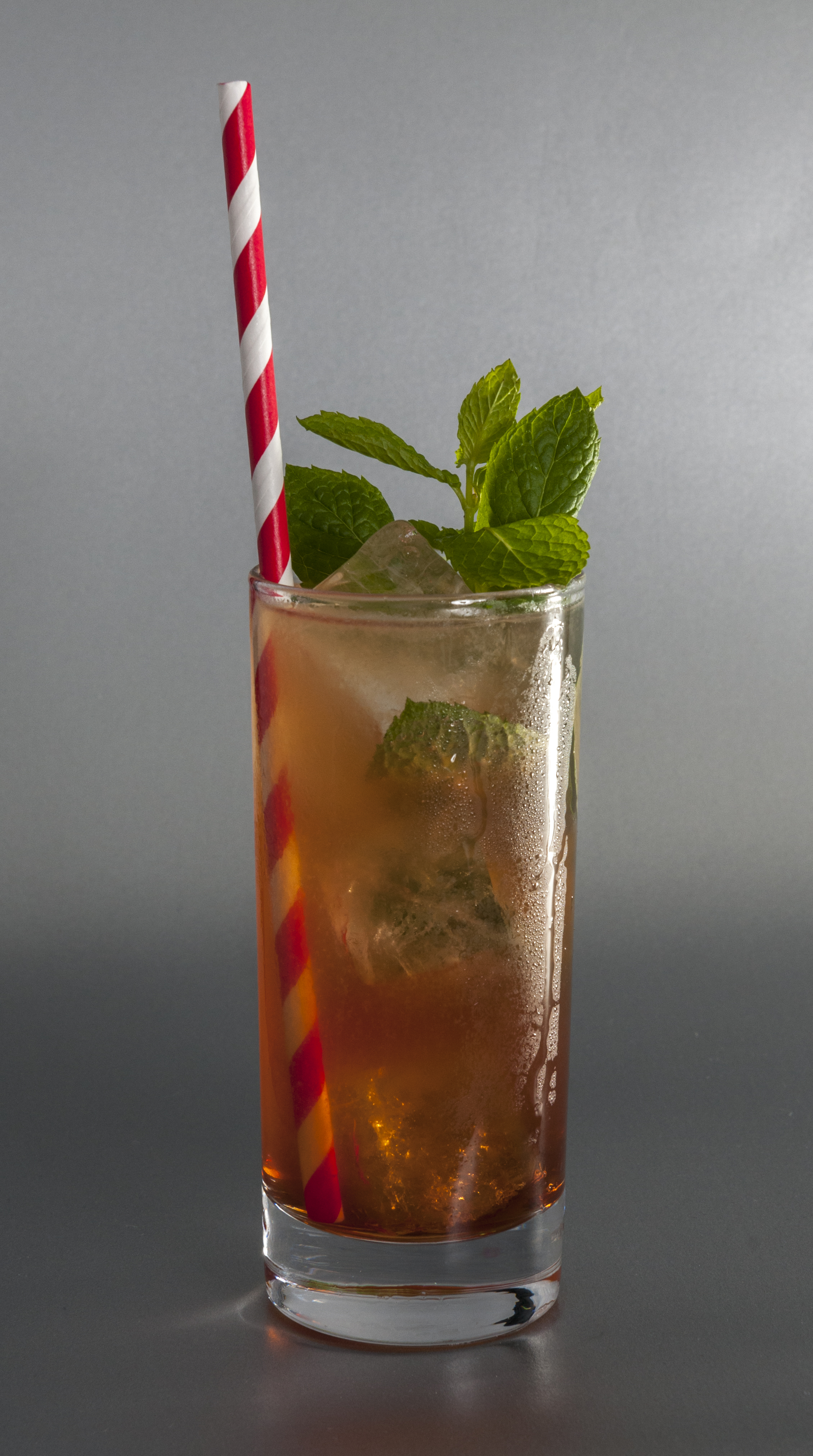
Sloppy Joe's Mojito (variante du mojito avec sirop de grenade).